# Руска гркокатоличка црква
Руска гркокатоличка црква (рус. Российская грекокатолическая церковь; лат. Ecclesia Graeco-Catholica Russiae), Руска католичка црква византијског обреда (рус. Российская католическая церковь византийского обряда) или једноставно Руска католичка црква, je sui iuris византијски обред источно-католичке јурисдикције Католичке цркве. Историјски гледано, представља уједињење неких чланова Руске православне цркве са Католичком црквом. Сада је у пуној заједници и подложан је власти римског папе како је дефинисано источним канонским законом.
Руски католици су историјски имали своју епископску хијерархију путем Руског католичког апостолског егзархата Русије и Руског католичког апостолског егзархата у Харбину, Кина. Међутим, ове службе су тренутно упражњене. Њихових неколико парохија опслужују свештеници рукоположени у другим источно-католичким црквама, бивши православни свештеници и римокатолички свештеници са би-ритуалним способностима. Руску гркокатоличку цркву тренутно води као ординариј Јосиф Јоганович Верт латински бискуп Новосибирска.